# Trensum
Trensum eller Tränsum är en ort i Hällaryds socken, Karlshamns kommun, Blekinge län.
En del av orten utgör en del av den av SCB definierade och namnsatta småorten Boddestorp och del av Tränsum.